# Бурсен
Бурсен (фр. Boursin) [buʀsɛ] — м'який вершковий сир, що виробляється з різними смаковими додатками (трави, часник тощо) за рецептом, який придумав Франсуа Бурсен в 1957 році. Його ім'ям названо і бренд, і компанію, якій він належить.
До листопада 2007 року компанія Boursin була підрозділом концерну Unilever. 5 листопада 2007 року Unilever підписав угоду про продаж бренду Boursin французькому виробникові молочних продуктів Le Groupe Bel за 400 мільйонів євро.